# 貧齒蛤目
貧齒蛤目（學名：Adapedonta）原是真瓣鰓目之下四個亞目之一，其鉸齒較其他同目的分類單元為少。現時被提升至目級，屬於不等齒總目的成員。

## 分類
截至2018年3月16日，本目的現生種在WoRMS紀錄有以下兩個總科：
- 缝栖蛤总科 Hiatelloidea J.E. Gray, 1824
  - 缝栖蛤科 Hiatellidae Gray, 1824
- 竹蟶總科 Solenoidea Lamarck, 1809
  - 刀蟶科 Pharidae H. Adams & A. Adams, 1856
  - 竹蟶科 Solenidae Lamarck, 1809

## 外部連結
- 維基物種上的相關：貧齒蛤目